# Richmond and York River Railroad
Richmond and York River Railroad è stata una ferrovia fra Richmond e West Point che venne inaugurata nel 1861. Il capolinea occidentale era vicino alla Tobacco Row di Richmond. West Point era il porto sito alla sorgente del fiume York, formato dalla confluenza del Pamunkey River e del Mattaponi River. 
La Richmond and York River Railroad ebbe un ruolo fondamentale nella Campagna Peninsulare nel 1862 durante la guerra di secessione, e venne sensibilmente distrutta nel corso del conflitto. Ricostruita dopo la guerra, divenne poi parte della Richmond and Danville Railroad, a sua volta divenuta parte della Southern Railway, oggi divenuta Norfolk Southern. Una grande cartiera è oggi sita a West Point ed è servita dalla ferrovia.